# Aure
Aure er en kommune på Nordmøre i Møre og Romsdal. Den grænser til Hemne (i Sør-Trøndelag) i øst. Over fjorden ligger Kristiansund i vest, Halsa og Tingvoll i syd, mens Smøla og Hitra (i Sør-Trøndelag) ligger nord for Edøyfjorden.

## Kommunikation
Fra Aure er der bilfærgeruter til Kristiansund og til Smøla.

## Topografi

### Øer og holme
- Berrøya
- Ertvågsøya
- Fevelsholmen
- Forøya i Aure
- Grisvågøya
- Herringsøya
- Jøssøya i Aure
- Kalvøya i Aure
- Langøya
- Lesundøya (landfast med Skardsøya i øst over Drageidet)
- Marøya i Aure
- Rottøya
- Ruøya
- Skardsøya (landfast med Lesundøya i vest over Drageidet)
- Styrsøya i Aure
- Tustna i Møre og Romsdal

#### Fjelde
Aure har mange høje fjelde, ikke mindst på øerne i Tustna. Storøret er kommunens højeste, 906 m.o.h., mens Kvistdalsfjell er 798 m.o.h.

### Bygder og byer
- Stemshaug
- Todal

## Kirker
Aure kirkelige fællesråd består af tre sokn, der er tre kirker og et kapel i kommunen.
- Aure sogn – Aure kirke og Aure og Folde kirkegård
- Stemshaug sogn – Stemshaug kirke og Stemshaug kirkegård
- Tustna sogn – Gullstein kirke og Gullstein kirkegård, Sør-Tustna kapel

Aure kirkekontor holder til i Aure gamle præstegård i Aure centrum.

## Historie

### Fosnakulturen
Arkæologiske fund viser at det har boet folk i Aure allerede tidligt i stenalderen. Fosnakulturen er godt repræsenteret med flere fundsteder, ikke mindst ved en stor udgravning på Tjeldbergodden, der blev foretaget før det store anlægsarbejde med gasterminalen gik i gang. Arkæologiske udgravninger foregik over lang tid, og arkæologerne måtte til sidst opgive fordi fundområdet blev for stort.

### Kommunesammenlægning
1. januar 2006 blev den frivillige kommunesammenlægning mellem Aure og Tustna gennemført. Den nye kommune hedder Aure, mens kommunevåbenet er baseret på Tustnas, med en sølvfarcet (hvid) klipfisk. Aures gamle kommunevåben var to ørnehoveder.